# Site du Fâ
Site du Fâ – stanowisko archeologiczne galo-rzymskiej osady w pobliżu miejscowości Barzan. 
W starożytności znana była prawdopodobnie jako Novoregium. Prace wykopaliskowe trwają od 1994. Zdjęcia z lotu ptaka i wykopaliska archeologiczne ujawniły obecność portowej osady o dużym znaczeniu (galo-rzymska świątynia, termy, forum, teatr), usytuowanej dziś pomiędzy miejscowościami Barzan, Talmont-sur-Gironde i Arces-sur-Gironde.